# Tamara Perišin
Tamara Perišin (* 1979 in Zagreb) ist eine kroatische Juristin. Sie ist Richterin am Gericht der Europäischen Union.

## Leben und Wirken
Perišin studierte Rechtswissenschaften an der Universität Zagreb, wo sie 2002 cum laude ihren Abschluss machte. Dem schloss sie als Chevening-Stipendiatin ein Studium an der University of Oxford an und erwarb dort 2003 den Titel Master of European and Comparative Law. 2007 wurde die von der Universität Zagreb zur Dr. iur. promoviert und 2009 schließlich zur kroatischen Anwaltschaft zugelassen.
Nach Forschungsaufenthalten unter anderem am T.M.C. Asser Instituut, der Georgetown University, der University of Michigan und dem Max-Planck-Institut für ausländisches öffentliches Recht und Völkerrecht in Heidelberg wurde Perišin 2009 zur Professorin und Vizedekanin für internationale Zusammenarbeit an der Universität Zagreb ernannt. Seit 2015 hat sie den Jean-Monnet-Lehrstuhl an der Universität Zagreb inne. Sie lehrt insbesondere europäisches öffentliches Recht, Recht des Binnenmarkts, Recht der Welthandelsorganisation, globale Wirkungen des Europarechts, Wettbewerbsrecht, europäisches Gesellschaftsrecht, Methoden des Europarechts und allgemeine Rechtsgrundsätze in der Rechtsprechung des Gerichtshofs der Europäischen Union. Dementsprechend hat sie zahlreiche Veröffentlichungen zu diesen Themen verfasst und fungiert als Mitherausgeberin und Schriftleiterin einiger Werke und Zeitschriften, wie beispielsweise der kroatischen Zeitschrift für Unionsrecht. Zusammen mit Siniša Rodin gibt sie zudem die Werksammlung Judicial Application of International Law in Southeast Europe heraus.
Von 2005 bis 2011 war Perišin außerdem Mitglied des Verhandlungsteams für den Beitritt Kroatiens zur Europäischen Union. Anschließend wirkte sie – neben ihrem Lehrauftrag an der Universität Zagreb – in der Ausbildung von Beamten und Diplomaten im Unionsrecht an der nationalen kroatischen Verwaltungshochschule und an der Diplomatischen Akademie des kroatischen Ministeriums für auswärtige und europäische Angelegenheiten mit. Von 2012 bis 2013 war sie für die Ausbildung von Richtern und Staatsanwälten im Unionsrecht an der kroatischen Richterakademie und am Stadtgericht Zagreb zuständig. 2015 unterrichtete sie Unionsrecht bei der kroatischen Anwaltskammer. Von 2017 bis 2019 war sie Sonderberaterin beim kroatischen Ministerium für Wissenschaft und Bildung.
Am 26. September 2019 wurde Perišin zur Richterin am Gericht der Europäischen Union ernannt.